# Тасос Мітропулос
Анаста́ссіос «Та́сос» Мітро́пулос (грец. Τάσος Μητρόπουλος; народився 23 серпня 1957; Волос, Греція) — грецький футболіст, півзахисник. Мітропулос захищав кольори національної збірної Греції, у складі якої брав участь у чемпіонаті світу 1994 року. Виступав за команди «Етнікос» (Пірей), «Олімпіакос», АЕК, «Панатінаїкос», «Аполлон» (Афіни), «Іракліс» та «Верія».

## Кар'єра
Мітропулос народився у місті Волос, де і розпочав свою футбольну кар'єру у місцевому клубі «Аріс Петруполі». В 1976 році він перейшов до «Етнікоса» і провів 5 сезонів за команду із Пирея. У 1981 році Мітропулос підписав контракт з більш титулованим пірейським клубом «Олімпіакос». У складі «Олімпіакоса» він провів 11 сезонів, чотири рази вигравав національну першість і двічі ставав володарем Кубка Греції.
У 1992 році Мітропулос перейшов до афінського АЕКа, у складі якого провів два наступні сезони, двічі вигравши чемпіонат. В 1997 році він знов повернувся до «Олімпіакоса» і провів свій останній сезон, закнічивши кар'єру у 41 рік. Вболівальники «Олімпіакоса» дали Мітропулосу прізвисько Рембо (англ. Rambo).
За національну збірну Греції виступав з 1978 по 1994 роки. В складі збірної брав участь у чемпіонаті світу 1994 року. Загалом за збірну провів 76 матчів та забив 8 голів.
Після завершення кар'єри у 1998 році, Мітропулос почав працювати помічником Душана Баєвіча, Альберто Бігона, Янніса Мадзуракіса та Текіса Лемоніса в «Олімпіакосі». Як помічник головного тренера 4 роки поспіль вигравав чемпіонат Греції в 1999, 2000, 2001 та 2002 роках.
Також після завершення футбольної кар'єри, Мітропулос став політиком і почав працювати у міській раді Пірея. У 2004 році він обирався до Парламенту від партії Нова демократія.

## Статистика
| Сезон   | Клуб            | Країна  | Ліга         | Матчі | Голи |
| ------- | --------------- | ------- | ------------ | ----- | ---- |
| 1976—77 | Етнікос         | Греція  | Альфа Етнікі | 29    | 3    |
| 1977—78 | Етнікос         | Греція  | Альфа Етнікі | 27    | 8    |
| 1978—79 | Етнікос         | Греція  | Альфа Етнікі | 15    | 4    |
| 1979—80 | Етнікос         | Греція  | Альфа Етнікі | 18    | 6    |
| 1980—81 | Етнікос         | Греція  | Альфа Етнікі | 23    | 3    |
| 1981—82 | Олімпіакос      | Греція  | Альфа Етнікі | 25    | 5    |
| 1982—83 | Олімпіакос      | Греція  | Альфа Етнікі | 28    | 7    |
| 1983—84 | Олімпіакос      | Греція  | Альфа Етнікі | 26    | 7    |
| 1984—85 | Олімпіакос      | Греція  | Альфа Етнікі | 23    | 6    |
| 1985—86 | Олімпіакос      | Греція  | Альфа Етнікі | 25    | 8    |
| 1986—87 | Олімпіакос      | Греція  | Альфа Етнікі | 21    | 4    |
| 1987—88 | Олімпіакос      | Греція  | Альфа Етнікі | 19    | 1    |
| 1988—89 | Олімпіакос      | Греція  | Альфа Етнікі | 23    | 7    |
| 1989—90 | Олімпіакос      | Греція  | Альфа Етнікі | 19    | 5    |
| 1990—91 | Олімпіакос      | Греція  | Альфа Етнікі | 14    | 0    |
| 1991—92 | Олімпіакос      | Греція  | Альфа Етнікі | 17    | 1    |
| 1992—93 | АЕК             | Греція  | Альфа Етнікі | 26    | 6    |
| 1993—94 | АЕК             | Греція  | Альфа Етнікі | 30    | 0    |
| 1994—95 | Панатінаїкос    | Греція  | Альфа Етнікі | 1     | 0    |
| 1994—95 | Аполлон (Афіни) | Греція  | Альфа Етнікі | 13    | 1    |
| 1995—96 | Іракліс         | Греція  | Альфа Етнікі | 8     | 1    |
| 1996—97 | Верія           | Греція  | Альфа Етнікі | 29    | 6    |
| 1997—98 | Олімпіакос      | Греція  | Альфа Етнікі | 0     | 0    |
|         | Всього:         | Всього: | Всього:      | 459   | 90   |

## Нагороди та досягнення
- «Олімпіакос»
  - Альфа Етнікі (4): 1981—1982, 1982—1983, 1986—1987, 1997—1998
  - Кубок Греції (2): 1989—1990, 1991—1992
  - Володар Суперкубка Греції (1): 1987
- АЕК
  - Альфа Етнікі (2): 1992—1993, 1993—1994
- «Панатінаїкос»
  - Альфа Етнікі (1): 1994—1995
  - Кубок Греції (1): 1994—1995
  - Суперкубок Греції (1): 1994